# Donnchadh, conte di Carrick
Donnchadh, (in inglese Duncan) conte di Carrick (1175 circa – 13 giugno 1250), fu Signore di Galloway e un magnate scozzese della Scozia sud-occidentale per un lasso di tempo che andò dall'ultimo quarto del XII secolo al 1250 anno della sua morte.
Sia il padre, Gille Brigte di Galloway che lo zio Uthred di Galloway erano i figli rivali di Fergus di Galloway. Quale risultato degli screzi fra il padre, lo zio e Guglielmo I di Scozia Donnchadh divenne ostaggio di Enrico II d'Inghilterra dove rimase probabilmente per un decennio prima di tornare in patria alla morte del padre. Benché alla resa dei conti gli fosse poi stato negato di ereditare Galloway gli venne consentito di ereditare le terre di Carrick. Alleato con il guerriero e anglo-normanno John de Courcy Donnchadh combatté accanto a lui in Irlanda prendendo diverse terre che poi arrivò a perdere negli anni a venire. Patrono di diversi monasteri, fra cui l'Abbazia di Melrose e il priorato femminile di St. Mary e nelle proprie terre fondò l'Abbazia di Crossraguel. Donnchadh si sposò con una delle figlie di Alan fitz Walter membro di punta di quella che poi diventerà la casa degli Stuart. Egli fu anche il primo Mormaer di Carrick e governò le proprie terre per circa sessant'anni rendendolo uno dei più longevi magnati scozzesi

## Biografia
La carriera di Donnchadh non è ben documentata dalle fonti dell'epoca, esse danno qualche informazione sulle sue attività, ma nel complesso la loro utilità è limitata perché non vi sono cartulari scritti in Gaelico di Galloway che siano sopravvissuti al medioevo. Gli unici documenti che parlano di lui vengono dalla zona est del paese che era finita sotto la massiccia influenza anglo-normanna. Principalmente le fonti citano le sue azioni a favore dei monasteri, quello che alla fine è più utile sono gli incidentali dettagli che vengono menzionati e le altre persone che vi si trovano citate. Alcuni documenti del governo inglese parlano di lui in relazione alle sue attività in Irlanda, insieme alla Cronaca di Melrose le altre fonti più rilevanti sono quelle di Ruggero di Hoveden, Giovanni di Fordun e Walter Bower. A Ruggero di Hoveden si devono due opere importanti le Gesta Henrici II e la Chronica che non è altro che una versione rimpolpata della prima opera. Queste opere sono le fonti più autorevoli relative alla Scozia del tardo XII secolo, le Gesta Henrici II copre un lasso di tempo che va dal 1169 all'aprile 1192, mentre la Chronica si estende fino al 1201. Hoveden in particolare è molto importante circa gli avvenimenti registrati nella Signoria di Galloway, egli vi venne infatti mandato quale emissario nel 1174 per conto di Enrico II d'Inghilterra e fu per suo conto che egli prese contatti con suo padre Gille Brigte di Galloway. Gli storici si appoggiano alle opere di Hoveden per una gran quantità di dettagli circa la vita di Donnchadh, che egli venne dato in ostaggio ad Enrico sotto la tutela di Hugh de Morwic, Sceriffo del Cumberland, che sposò una delle figlie di Alan fitz Walter nonostante le proteste del sovrano scozzese e che nel 1197 egli combatté in Irlanda accanto al guerriero anglo-normanno John de Courcy. Parimenti importanti sono le opere di Fordun Chronica gentis Scottorum (Cronaca delle genti di Scozia) e lo Scotichronicon di Bower che nel tempo incorporò al suo interno il lavoro di Fordun che venne redatta fra il 1384 e l'agosto 1387. Nonostante la tarda epoca di compilazione in rapporto alla vita di Donnchadh alcuni storici hanno scoperto che la Chronica all'interno contiene due pezzi più antichi risalenti a prima dell'aprile 1285 e che coprono il periodo che va dal regno di Malcolm III di Scozia fino al 1285. Uno di questi due pezzi, le Gesta Annalia I è basato su materiale ancora più antico, quindi questo materiale che parla del Galloway del XII e XIII secolo, a dispetto dell'apparente tarda datazione, contiene fonti che si avvicinano molto all'epoca di cui si occupano.

## Il contesto storico-geografico
Le terre di Donnchad si trovavano in Scozia, a sud del fiume Forth in quella che era, nel XII secolo, una società decisamente "multietnica". A nord del Forth v'era il gaelico regno di Scozia i cui sovrani, parzialmente caduti sotto l'influenza normanna, esercitavano un controllo che si estendeva profondamente fino nel sud spingendosi oltre confine fino al Northumberland e al Cumberland. Il Lothian e il Berwickshire erano le terre centrali di quello che era stato il Regno di Northumbria e nel tardo XII secolo i loro abitanti si sentivano inglesi per cultura, lingua ed etnia, nonostante fossero sotto il controllo scozzese da più di un secolo, al pari delle genti di Lauderdale, Eskdale, Liddesdale e della maggior parte delle popolazioni di Annandale e Roxburghshire.
Clydesdale era invece il cuore del Regno di Strathclyde, ai tempi di Donnchadh gli scozzesi avevano stabilito nella regione parecchi inglesi e genti del continente, specie fiamminghi, e la zona era sotto il controllo dello sceriffo di Lanark. I gaelici erano penetrati profondamente negli antichi territori di Strathclyde e Northumbria calando da quasi tutti i punti cardinali e la lingua brittonica locale, a seguito di tali sviluppi, si era di fatto estinta sopravvivendo solo in sacche isolate. Il resto del territorio era abitato da un popolo che chiamava sé stesso Gall-Gaidhil e che in inglese moderno divenne Gallovidian o Galwegians. Riferimenti dell'XI secolo al regno dei Gall-Gaidhil lo collocano ben più a nord dell'attuale Galloway, Kingarth ed Eigg vengono descritti come appartenenti a "Galloway" in contrasto Whithorn, che ora è nel Galloway veniva descritto come appartenente al Regno di Rhinns. Tutte queste aree erano appartenute al Regno di Northumbria fino al IX secolo e poi, attraverso un processo molto poco documentato, si erano stabiliti nella zona piccoli gruppi di coloni-guerrieri di lingua gaelica, ma cultura scandinava, che erano arrivati dall'Irlanda e dall'Argyll meridionale. Oggi la regione di Galloway comprende, fra il resto, il Rhins of Galloway, Machars, Glenke e Desnes Mór, ma questo più che altro per i cambiamenti avvenuti al tempo di Donnchadh che per una mera definizione odierna. Per esempio un Marginalia del XII secolo colloca la Ailsa Craig fra Galloway e Kintyre, mentre un documento del regno di Malcolm IV di Scozia, quindi lo stesso periodo, descrive Strathgryffe, Cunningham, Kyle e Carrick come facenti parte di Galloway.
Dalla metà del XII secolo il Regno di Rhins era entrato nelle terre di Galloway, le terre di Strathgryffe, Cunningham e Kyle erano finite sotto il controllo della corona scozzese nel XII secolo e buona parte di esse finì nelle mani di soldati francesi o anglo-francesi. Strathgryffe e Kyle in buona parte andarono a Walter fitz Alan sotto il regno di Davide I di Scozia, mentre Hugh de Morville, Lord Cunningham prese il Cunningham. Le terre di Strathnith avevano un governante gaelico e non erano sotto il controllo del Galloway, quel che restava, cioè Rhinns, Farines, Carrick, Desnes Mór e Desnes Ioan finirono sotto il controllo di Fergus di Galloway negli anni precedenti l'inizio della carriera di Donnchadh.

## La famiglia
Donnchad nacque nella metà del XII secolo da Gille Brigte di Galloway, figlio di Fergus, ma le tracce circa i suoi antenati finiscono qui. Non vi sono patronimici noti per Fergus nelle fonti dell'epoca e quando i suoi discendenti elencarono nei documenti i loro antenati non andarono più indietro di quanto non avesse fatto egli stesso. Gille Brigte era stato anche il nome del padre di Somerled, Signore dell'Argyll, vissuto nell'ultimo quarto del XII secolo. Giacché il regno originario dei Gall-Gaidhil era contiguo o addirittura conteneva l'Argyll alcuni storici ritengono che Fergus e Somerled fossero se non fratelli quantomeno cugini. Quanto a sua madre v'è ragione di credere che fosse una delle sorelle o una delle figlie di Duncan II, conte di Fife, a questa ipotesi si è giunti a causa dello stretto legame che Donnchadh tenne con il priorato femminile di St. Mary, sotto l'Ordine cistercense, che era stato fondato da Donnchadh I, conte di Fife, padre di Duncan, anche il ricorrere del nome proprio Donnchadh (inglese Duncan) sembra suggerire un legame fra le due famiglie. Ruggero di Hoveden descrisse Uhtred di Galloway come un consanguineo di Enrico II d'Inghilterra, un'affermazione che ha portato a credere che lui e Gille Brigte non fossero figli della stessa madre poiché a quest'ultimo non viene mai riservato tale accostamento. Ne conseguirebbe che Fergus avrebbe dovuto avere due mogli di cui una sarebbe dovuta essere una delle numerose figlie illegittime di Enrico I d'Inghilterra, quindi mentre Uthred era imparentato con la famiglia reale inglese, Gille non lo sarebbe stato. Tale teoria, però, per alcuni storici sarebbe da rivedere perché alcuni documenti redatti a nome di Giovanni d'Inghilterra descrivono Donnchadh come suo cugino. Non è certo quanti fratelli e sorelle avesse Donnchadh e solo di due si è certi. Il primo è Máel Coluim, che guidò le forze paterne per assediare lo zio Uthred all'"Isola di Dee" (forse identificabile con quella dove sorge il Castello di Threave) nel 1174, questi venne in seguito catturato dallo zio, accecato e castrato e con la lingua tagliata, di lui poi si perdono le tracce. Un altro fratello emerge da alcuni documenti contenuti nell'Abbazia di Paisley, nel 1233 è riportata una disputa in cui era coinvolto Gille-Chonaill Manntach, detto Il Balbuziente circa delle terre nello Strathclyde, questi era descritto come il fratello del conte di Carrick, titolo che allora apparteneva a Donnchadh.

## L'esilio
Nel 1160 Malcolm IV di Scozia aveva sconfitto le forze di Fergus e portato il Galloway sotto il proprio controllo ed è probabilmente nel lasso di tempo dal 1161 al 1174 che Gille-Brighde ed Uthred controllarono insieme la regione, sotto la guida del re, governando uno l'ovest e l'altro l'est. Quando poi nel 1174 Guglielmo I di Scozia venne catturato dagli inglesi durante una campagna d'invasione i due fratelli risposero ribellandosi alla corona di Scozia, alla fine si combatterono l'uno con l'altro e Gille-Brighde prevalse sul fratello. A quel punto Gille-Brighde tentò, senza successo, di diventare vassallo di Enrico II, alla fine venne raggiunto un accordo secondo il quale egli avrebbe corrisposto al sovrano inglese una somma di 1.000 £ in argento oltre alla custodia del figlio Donnchadh che andò sotto la tutela di Hugh de Morwic, Sceriffo del Cumberland. L'accordo includeva anche il fatto che Donnchadh avrebbe ereditato le terre paterne così quando, nove anni dopo, alla morte di Gille-Brighde si fece avanti il figlio di Uthred, Lochlann di Galloway, Hoveden descrisse la cosa come contraria alla volontà di Enrico II.
Le attività di Gille-Brighde dopo il 1176 non sono chiare, si sa che nel 1184 Guglielmo I mise insieme l'ersercito per punire lui ed altri della sua terra che avevano saccheggiato le sue regioni e danneggiato i suoi vassalli anche se alla fine non ne fece nulla per timore del potente protettore di Gille-Brighde che, in ogni, caso, continuò a razziare fino alla morte avvenuta nel 1185. Alla sua morte Lochlann venne spronato dalla corona scozzese a tentare un colpo di mano con lo scopo di minacciare l'eredità di Donnchadh che all'epoca era ancora sotto la custodia di de Morwic.
Le Gesta Annalia I  vogliono che la sua eredità venisse protetta da tre capiclan, Somhairle, Gille-Patraic ed Eanric Mac Cennetig, Lochlann li incontrò in battaglia il 4 luglio 1185 e secondo la Cronaca di Melrose Gille-Patraic venne ucciso insieme a un buon numero dei suoi guerrieri. Un altro scontro si ebbe il 30 settembre e Lochlann si aggiudicò un'altra vittoria anche se le cronache riportano la morte di uno dei suoi fratelli, senza però menzionarne il nome. Ovviamente le attività di Lochlann provocarono la reazione di Enrico II, che, secondo lo storico Richard Oram, non era certo pronto a essere messo di fronte alla perdita dell'eredità del figlio di un suo vassallo fedele, una cosa che non solo andava contro le sue disposizioni, ma che lo privava anche dell'influenza che egli aveva sulla periferia nord-ovest del proprio regno.
Secondo Ruggero di Hoveden nel 1186 Enrico ordinò al re e ai magnati di Scozia di contrastare le attività di Lochlann che rispose mettendo insieme un gran numero di uomini e cavalli che pose all'ingresso di ogni strada diretta verso il Galloway. Sempre secondo Oram la corona di Scozia non voleva arrivare a questo, giacché egli era pur sempre un suo suddito e probabilmente agiva dietro il loro permesso. In base a questo, secondo lui, si spiega perché Enrico partì con l'esercito diretto a Carlisle e quando arrivò chiese a Guglielmo I e a suo fratello David di Scozia di raggiungerlo con Lochlann.
Egli però ignorò la convocazione fino a che il vescovo Ugo Puiset e il Gran giustiziere Ranulf de Glanvill gli procurarono degli ostaggi così che la sua persona venisse garantita, al che egli acconsentì di seguirli. Alla fine fu deciso che egli avrebbe potuto tenersi le terre appartenute al padre, ma per quel che concerneva quelle dello zio si sarebbe dovuto prendere una decisione alla corte inglese presso la quale Lochlann sarebbe stato convocato. Guglielmo I e il fratello prestarono giuramento perché l'accordo acquisisse maggiore valore e Jocelin di Glasgow, arcivescovo di Glasgow, minacciò di scomunica tutti quelli che non l'avrebbero rispettato.

## Il conte
Non vi sono notizie, tuttavia, di udienze presso la corte inglese e sono le Gesta Annalia I a scrivere che a Donnchadh vennero date le terre di Carrick quale condizione per mantenere la pace con Lochlann enfatizzando il ruolo avuto da Guglielmo I, in opposizione al collega inglese, nel risolvere la cosa.
Va detto che alcuni storici notano come alcune concessioni date da Donnchadh all'abbazia di Melrose fra il 1189 e il 1198 portano la firma di Lochlann fra i testimoni cosa che potrebbe dimostrare come, col tempo, la relazione fra i due andò rasserenandosi. Le fonti coeve non forniscono altri dettagli per cui si sa solo che Donnchadh prese possesso di alcune terre del padre ad ovest del regno dei Gall-Gaidhil chiamato "contado" di Carrick.
Quando Donnchadh iniziò ad usare il titolo di conte, o Mormaer nella sua lingua, è oggetto di dibattito. Alcuni storici ritengono che egli iniziò a fregiarsene fra il 1214 e il 1216 facendo riferimento a due documenti, uno datato al 1214 in cui non firmò col titolo e uno di due anni dopo dove invece ne fece uso. Altri storici invece puntano l'occhio su un documento antecedente, una donazione che Donnchadh fece all'abbazia di Melrose, cui testimoniò Richard Morville, dove egli si firmò con il titolo di conte, contando che Morville morì nel 1196, se ne conclude che Donnchadh lo stava già usando prima di quella data. Il problema sta nel fatto che documenti identici vengono attribuiti ad anni diversi a seconda di come si numera, per esempio, l'abate oggetto del documento che condivide il nome con il suo predecessore. Quindi considerare l'abate Guglielmo come II o III porta la datazione avanti o indietro anche di dieci anni. Come che sia Donnchadh fu il primo conte della regione conosciuto come tale.
Carrick si trova in una posizione un po' defilata, lontano dall'area di influenza anglo-normanna e anche lontana dal centro stesso del paese. Affacciata sul Mare d'Irlanda è separata dalla regione di Kyle dal fiume Doon a nord e anche dal Galloway a causa delle foreste che le dividono. Altri due fiumi scorrono nella zona il Girvan e lo Stinchar, il territorio è collinoso e questo significa che il grosso della ricchezza non deriva dalla coltivazione, ma dall'Allevamento di animali. Allora il Carrick, così come il Galloway, era costituito per lo più da gruppi di persone con qualche legame di parentela governate da dei capi locali, sopra questi v'era il Cenn Cineoil, un ruolo di competenza del mormaer che solo dopo la morte di Donnchadh divenne separato dal primo. I due gruppi "tribali" di cui si ha notizia sono due, quello di Donnchadh e quello dei Mac Cennétig. Il popolo veniva governato tramite l'impiego di una legislatura propria e consolidata che rimase staccata dal Diritto di Scozia per tutto il medioevo.

## La chiesa
Il rapporto che Donnchadh tenne con le istituzioni religiose e il suo mecenatismo in tal senso è ben documentato. Nel 1200 permise ai monaci dell'Abbazia di Melrose di servirsi delle sue saline pochi anni prima aveva dato la chiesa di Maybothelbeg, presso Maybole, e le terre di Beath in concessione sempre all'ordine cistercense. Queste proprietà erano molto ricche e si andavano ad unire a quelle già nell'orbita dell'abbazia presso la città di Mauchline, nel 1285 i monaci riuscirono a persuadere l'allora conte a far sì che i suoi fittavoli applicassero la legge inglese.
I testimoni di queste importanti donazioni furono tutti magnati scozzesi di grande rilevanza, da Máel Coluim, I conte di Fife a Gille Brigte, conte di Strathearn oltre a molti altri uomini membri del seguito di Donnchadh oltre ad altri uomini appartenenti alla nobiltà scozzese come Maol Domhnaich, conte di Lennox per il quale, per altro, fu lo stesso Donnchadh a testimoniare in un altro documento.
Donnchadh si interessò fortemente anche al priorato femminile di St.Mary a North Bertick che era stato fondato da quello che si ritiene essere il suo nonno o bisnonno, Duncan II, conte di Fife. In una data imprecisata fra il 1189 e il 1250 al priorato venne concesso il rettorato della chiesa di Maybole, dedicata a Cutberto di Lindisfarne, in aggiunta vi fu anche una chiesa dedicata a Brigida d'Irlanda, presso Kirkbride, insieme a una piccola rendita di 3£ proveniente da un altro posto ancora. Carrick si trovava nelle terre su cui aveva autorità il vescovo di Glasgow e a lui venne fatta la promessa di versare la Decima in un documento del 21 luglio 1225.
Una lunga serie di donazioni all'Abbazia di Paisley portarono quindi, da parte di quegli stessi monaci, alla fondazione dell'Abbazia di Crossraguel (forse Crois Riaghail croce di San Regolo). Prima del 1227 ai monaci non venne solo donato il terreno in loco, ma anche un altro presso Paisley il tutto in una donazione confermata da Papa Onorio III il 23 gennaio di quell'anno. Lo stesso Alessandro III di Scozia in un documento attestò la donazione a Paisley di almeno altre tre chiese, quelle di Kirkoswald, Straiton e Dalquharran. Dalle fonti appare chiaro come le donazioni all'abbazia di Paisley fossero state fatte sotto la condizione che essi avrebbero eretto una casa cluniacense a Carrick, un obbligo cui evidentemente non pensavano di dover sottostare, perché non agirono in tal senso. Alla fine fu il vescovo di Glasgow a intervenire nel 1244 decidendo che un monastero a Carrick sarebbe dovuto sorgere, esso sarebbe stato indipendente dalla giurisdizione della casa madre di Paisley, eccetto per il riconoscimento di appartenere entrambi allo stesso ordine, e il nuovo monastero sarebbe stato visitato annualmente dall'abate di Paisley.
Una bolla papale dell'11 luglio 1265 rivela che i monaci costruirono solo un piccolo oratorio, l'abbazia di Crossraguel non venne edificata effettivamente che attorno al 1270 quando Donnchadh era morto da ormai vent'anni.

## L'Irlanda e l'anglicizzazione della Scozia
Dal punto di vista prettamente mondano l'evento più importante della vita di Donnchadh fu il suo matrimonio con Avelina FitzWalter, figlia del Grande intendente di Scozia Alan fitz Walter. Secondo Ruggero di Hoveden le nozze ebbero luogo attorno al 1200. Per genero e suocero il matrimonio aveva due scopi diversi seppure complementari, Donnchadh voleva avvicinarsi maggiormente al mondo anglo-francese che si muoveva nella parte nord delle terre a sud del Forth, mentre per Alan quest'unione era un altro modo per entrare sempre più nel vecchio regno di Gall-Gaidhil tanto che, qualche anno prima, sempre in tal senso Ragnall mac Somairle un nobile della regione del Forth of Clyde. Nelle terre di Donnchadh si trovava almeno un cavaliere di origine anglo-normanna, alcuni dei documenti che egli fece a favore dell'abbazia di Melrose recano la firma di Roger de Skelbrooke, Signore del castello di Greenan, anch'egli per altro fece una donazione all'abbazia sotto forma del diritto di pesca nel Doon, firmata da Donnchadh, un diritto che venne poi mantenuto nel corso degli anni.
Si ha anche notizia di un cavaliere anglo-francese che si muoveva attorno a Donnchadh, tale Thomas de Colville, figlio minore del Signore di Castle Bytham un uomo che aveva vaste proprietà nel Lincolnshire e nello Yorkshire. Attorno al 1190 egli era conestabile del castello reale di Dumfries, un castello che, nella rivolta dei Gall-Gaidhil di una quindicina d'anni prima aveva subito diversi danni e che era stato poi ricostruito. Il fatto che egli possedesse delle terre nella sfera d'influenza di Donnchadh viene da dei documenti che attestano come egli donò dei terreni presso Dalmellington all'abbazia cistercense di Vaudey. Non è chiaro come queste persone finirono per andare sotto l'ala di Donnchadh, Skelbrooke compare in un documento risalente al padre di Donnchadh, che egli chiama mio signore il che suggerisce che egli possa averlo "ereditato" dal padre perché aveva delle terre entro il suo territorio. Nessuno di loro due lasciò degli eredi nella zona, almeno non che se ne abbia notizia, e benché potessero rappresentare l'embrione di quel processo di anglicizzazione che già si stava sviluppando ad est questi non ebbe grande corso durante la reggenza di Donnchadh.
Fu tuttavia un altro anglo-normanno a rivestire un ruolo di maggiore importanza, John de Courcy. Questi aveva passato la giovinezza in Cumbria e nel 1177 attraversò il mare d'Irlanda per invadere le terre degli Ulaid con propositi di conquista. Una volta sconfitto il sovrano locale, Ruaidhrí Mac Duinn Shléibhe, John fu in grado di conquistare grandi porzioni di territorio, anche se incontrò sacche di resistenza notevoli. Se la Cumbria era poco distante dall'Irlanda le terre dei Gall-Gaidhil non erano più lontane e attorno al 1180 egli sposò Affreca, cugina di Donnchadh, il cui padre Godred Olafsson era figlio di una delle sue zie. Lo stesso Godred si era sposato in Irlanda convolando a nozze con una giovane del clan di Meic Lochlainn che governava il Tir Eoghane un altro dei principati dell'Ulster.
Tutti questi matrimoni intrecciarono i fili delle famiglie, dopo un primo oscuro coinvolgimento di Donnchadh nelle vicende irlandesi egli fa il suo ingresso nel 1203 quando John perdette diversi possedimenti nell'est dell'Ulster a causa di Hugh de Lacy, I conte dell'Ulster. In quell'occasione sia Donnchadh che suo cognato si adoperarono per aiutarlo, i primi tentativi andarono falliti poi tre anni dopo Hugh e il suo alleato Guglielmo de Braose, IV signore di Bramber dovettero fronteggiare l'ira di Giovanni d'Inghilterra che invase l'Irlanda obbligandoli entrambi alla fuga, uno in Scozia e l'altro in Galles. Un documento molto tardo, perché datato al regno di Enrico IV d'Inghilterra scrive di come, dopo l'invasione di Giovanni, Donnchadh avesse in mano diversi possedimenti nella contea di Antrim, precisamente a Larne e Glenarm.
Fu lo stesso re Giovanni a riconoscergli il diritto di quei possedimenti un comportamento molto simile a quello tenuto dal sovrano nei confronti di Alan di Galloway e di suo fratello Thomas, entrambi cugini di Donnchadh, che aveva donato loro diversi territori ad Antrim e a Londonderry. Nel 1219 dai documenti figura che sia lui che il nipote, che aveva beneficiato di un trattamento simile, erano stati dispossessati perché ritenuti colpevoli di aver cospirato contro il sovrano nella ribellione del 1215-1216. Il suo figlio e successore non ritenne fondate le accuse e ordinò che gli venissero restituite, ma invano, i sostenitori dei De Lacy erano in rimonta. Ripetute istruzioni, compresi degli ordini diretti all'arcivescovo di Dublino Henry de Loundres (morto nel 1228), non sortirono effetti e quando Hugh de Lacy tornò ad essere Conte dell'Ulster nel 1227 probabilmente le sue terre erano già nelle mani della famiglia Bisset.

## La famiglia
Secondo il Martirologio di Glasgow Donnchadh morì il 13 giugno 1250 e venne succeduto da Niall, conte di Carrick, per lungo tempo il pensiero dominante è stato che questi fosse suo figlio, attualmente s'è fatto largo il pensiero che fosse invece suo nipote. Secondo queste teoria Niall sarebbe figlio di Cailean di Carrick che si desume essere il figlio di Donnchadh per via delle firme apposte in alcuni documenti, Cailean morì poi prima del padre. A tal proposito egli sarebbe stato sposato con una delle figlie di Niall Ruadh Ó Neill, re di Tir Eoghain, cosa che si presume per via del nome scelto per il figlio che avrebbero avuto, Niall appunto, per il fatto che sarebbe un'unione in accordo con gli interessi di Donnchadh in Irlanda e perché i nipoti di Niall ebbero stretti legami con gli O'Neill.
Un altro dei figli di Donnchadh fu Eóin che fu coinvolto nelle rivolte capeggiate da Gille Ruadh del 1235 dove vennero attaccate diverse chiese della diocesi di Glasgow, gli venne poi garantito il perdono quando garantì di essere il patrono di alcune chiese di Straiton e di donare del terreno a William de Bondington, vescovo di Glasgow, cosa che venne ratificata da Alessandro II di Scozia nel 1244. Si hanno notizie di altri due figli Alexandair e Ailean che compaiono come firmatari nei documenti riguardanti il priorato di North Berwick, secondo la Cronaca di Melrose il secondo divenne un Parroco, è presumibile che tutti i suoi figli, in accordo alla nuova teoria, siano morti prima di lui.
Figlio o nipote Niall fu conte per soli sei anni, poi morì lasciando una sola figlia ad ereditare titolo e proprietà, Marjorie, contessa di Carrick, ella sposò prima Adamo di Kilconquhar, membro del Clan MacDuff e poi Robert Bruce, VI signore di Annandale, da cui ebbe il futuro Roberto I di Scozia.